# Henri, greve av Paris
Henri Robert Ferdinand Marie Louis Philippe av Orléans, också känd som Henri, greve av Paris, född 5 juli 1908 i Le Nouvion-en-Thiérache i Aisne, död 19 juni 1999 i Cherisy i Eure-et-Loir, var orléanisternas pretendent till den franska tronen från 1940 och fram till sin död. Som kung skulle han ha kallats Henrik VI (eller Henrik V om man inte räknar greven av Chambord).

## Biografi
Han föddes på Château de Nouvion-en-Thiérache i Frankrike som son till Jean, hertig av Guise (1874–1940) och hans hustru, Isabelle av Orléans (1878–1961). Han växte upp i Marocko och studerade vid Katolska universitetet i Leuven. 1926 blev han "kronprins" (dauphin) efter sin far, som blev orléanisternas pretendent till tronen. 
1939 gick han in i Främlingslegionen, efter att han blivit vägrad inträde i både de franska och brittiska arméerna. 1950 återvände han till Frankrike efter att exillagen blivit upphävd. 
Under sin tid som pretendent till tronen gjorde Henri efter hand av med familjens förmögenhet (släktens slott i Amboise, som numera tillhör en stiftelse), han sålde familjens juveler, målningar, möbler och egendomar för att försörja sig själv och sin älskarinna, Monique Friesz, som tidigare varit sjuksköterska. Konflikten rörande hans spenderande av familjeförmögenheten ledde till rättsprocesser mellan honom och fem av hans barn, som han ensidigt gjorde arvlösa. 
1984 förklarade han att sonen Henri hade mist sin arvsrätt eftersom denne skilt sig från sin första hustru och gift sig en andra gång utanför katolska kyrkan, eftersom icke-katolska giften inte godkändes av många av de franska rojalisterna. Henri gav sin son den lägre värderade titeln greve av Mortain istället för titeln greve av Clermont, samt strök honom ur successionen. Efter några år blev sonen återinsatt som "dauphin" och fick tillbaka sin tidigare titel. Sonens nya hustru, Micaela Cousiño Quinones de Leon, fick titeln prinsessa av Joinville. 
Henri gjorde också sönerna Michel och Thibaut "arvlösa" eftersom de gift sig med icke-kungliga personer. Detta ändrades av hans efterträdare. Henris beslut att göra sönerna arvlösa erkändes aldrig av flertalet av Frankrikes rojalister, som ansåg det omöjligt för huvudmannen för ett kungligt hus att göra någon arvlös. Därför hade hans beslut liten betydelse. Han dog av prostatacancer i Chérisy, i närheten av Dreux, Frankrike.

## Familj
Den 8 april 1931 gifte han sig med Doña Isabel, prinsessa av Orléans-Bragança (1911–2003), de blev föräldrar till elva barn och separerade 1986:
- Isabelle (född 8 april 1932), gift den 9 (borgerligt) och 10 september (kyrkligt) 1964 med Friedrich Karl, greve av Schönborn-Buchheim (född 30 mars 1938).
- Henri, greve av Clermont (född 14 juni 1933, död 21 januari 2019), gift första gången 5 juli 1957 (skilda 1984) med Marie-Therese av Württemberg, hertiginna av Montpensier (född 12 november 1934); gift andra gången 31 oktober 1984 med Micaela Cousiño y Quiñones de León (född 30 april 1938). Tre söner och två döttrar i första giftet.
- Hélène (född 17 september 1934), gift 16 (borgerligt) och 17 januari (kyrkligt) 1957 med greve Evrard de Limburg Stirum (31 oktober 1927 – 5 mars 2001). De fick en dotter och tre söner.
- François (född 15 augusti 1935, död 11 oktober 1960). Omkom i kriget i Algeriet.
- Anne (född 4 december 1938), gift 11 (borgerligt) och 12 maj (kyrkligt) 1965 med Carlos av Bourbon-Sicilien (född 16 januari 1938). De har fyra döttrar och en son.
- Diane (född 24 mars 1940), gift 18 (borgerligt) och 21 juli (kyrkligt) 1960 med Carl, hertig av Württemberg (född 1 augusti 1936). De har fyra söner och två döttrar.
- Michel, greve av Evreux (född 25 juni 1941), gift 17 (borgerligt) och 18 november (kyrkligt) 1967 med Béatrice Pasquier de Franclieu (född 24 oktober 1941). De har två döttrar och två söner.
- Jacques (född 25 juni 1941), gift 2 (borgerligt) och 3 augusti (kyrkligt) 1969 med Gersende de Sabran-Pontevès (född 29 juli 1942). De har en dotter och två söner.
- Claude (född 11 december 1943), gift första gången 22 juli 1964 (skilda 1982 och annullerat 1987) med Amedeo, 5:e hertig av Aosta (född 27 september 1943); gift andra gången 27 april 1982 (skilda 1996) med Arnaldo La Cagnina (född 26 juni 1929). I första giftet har hon två döttrar och en son.
- Chantal (född 9 januari 1946), gift 28 juli 1972 med baron François Xavier de Sambucy de Sorgue (född 20 augusti 1943). De har två söner och en dotter.
- Thibaut, greve av La Marche (född 20 januari 1948, död 23 mars 1983), gift 23 september 1972 med Marion Gordon-Orr (född 4 september 1942). De fick två söner, varav en dog som spädbarn.